# Kimara
Kimara é uma localidade na Tanzânia.